# Michael Fassbender
Pour les articles homonymes, voir Fassbender.
Michael Fassbender (en anglais, [ˈmaɪkəl ˈfəsbɛndə] ; en allemand, [ˈmɪçaːʔeːl ˈfasˌbɛndɐ]) est un acteur, producteur de cinéma et pilote automobile germano-irlandais, né le 2 avril 1977 à Heidelberg dans le Bade-Wurtemberg.
Révélé en 2008 par le drame indépendant Hunger de Steve McQueen, il apparaît l'année suivante dans Inglourious Basterds de Quentin Tarantino et Fish Tank d'Andrea Arnold. Mais c'est McQueen qui l'impose auprès de la critique avec ses deux films suivants : son rôle dans le drame indépendant Shame (2011) est récompensé par la Coupe Volpi de la meilleure interprétation masculine 2011 et sa participation à la production hollywoodienne Twelve Years a Slave (2013) lui vaut une nomination à l'Oscar du meilleur acteur dans un second rôle 2014.
En 2015, il joue le rôle-titre du film biographique Steve Jobs de Danny Boyle, qui lui vaut une nouvelle nomination, cette fois-ci pour l'Oscar du meilleur acteur 2016.
Parallèlement, il participe à deux sagas prestigieuses du cinéma hollywoodien. Entre 2011 et 2019, il prête ses traits au mutant Magnéto dans la tétralogie préquelle de la franchise X-Men. Et, depuis 2012, il incarne l'androïde David dans la prélogie de la saga Alien, sous la direction de Ridley Scott.
Il entame également une carrière de pilote automobile en GT à partir de 2017, et dispute ses premières 24 Heures du Mans en 2022.

## Biographie

### Jeunesse et formation
Michael Fassbender naît d'un père allemand et d'une mère irlandaise,, arrière-petite-nièce de Michael Collins, l'un des dirigeants de la Guerre d'indépendance irlandaise,. Alors qu'il n'a que deux ans, ses parents, Josef et Adele, emménagent à Killarney dans le comté de Kerry en Irlande, pays dans lequel il grandit et fait ses études. Avec sa sœur, ils passent leurs vacances en Allemagne où ils apprennent à parler couramment la langue.
Fassbender commence sa carrière d'acteur à l'âge de dix-sept ans dans le cadre d'un cours d'art dramatique dirigé par Donie Courtney, qui l’invite par la suite à rejoindre sa troupe de théâtre. En 1995, il met en scène, produit et joue dans une version théâtrale de Reservoir Dogs, basée sur le script de Quentin Tarantino. À 19 ans, il part pour Londres étudier le théâtre au Drama Centre London avant d'intégrer la troupe de l'Oxford Stage Company avec laquelle il monte la pièce Les Trois Sœurs d'après Tchekhov en 1999.

### Carrière

#### Débuts télévisuels (2003-2007)
Il fait ses premiers pas sur le petit écran en 2003 par le biais de miniséries télévisées telles que Band of Brothers produite par Tom Hanks et Steven Spielberg, où il joue le rôle du Sergent Burton « Pating » Christenson, et Hex (2004-2005). Il apparaît aussi dans le clip vidéo de la chanson Blind Pilots du groupe britannique The Cooper Temple Clause et interprète le rôle de Jonathan Harker dans la version radio de Dracula produite par BBC Northern Ireland en 2003. Au cours de l'Edinburgh Festival Fringe 2006, Fassbender tient le rôle de son ancêtre Michael Collins dans la pièce Allegiance de Mary Kenny, basée sur la rencontre entre Winston Churchill et Collins. De 2002 à 2006, il tient des rôles secondaires dans diverses séries télévisées britanniques, comme Holby City, La Loi de Murphy ou Hercule Poirot.
En 2007, il apparaît dans le film de François Ozon, Angel, sur l'essor et le déclin d'une jeune écrivaine britannique excentrique au début du XXe siècle, interprétée par Romola Garai ; Fassbender y joue le rôle de son amant et mari, Esmé. Adapté d'un roman d'Elizabeth Taylor, le film est présenté au festival du film de Berlin en 2007.
De retour à la télévision, Fassbender fait une brève apparition dans le téléfilm Wedding Belles dans le rôle de Barney, pourvu d'un accent écossais. Sa carrière prend un nouveau tournant lorsqu'il rejoint la distribution de 300 (2007) de Zack Snyder dans le rôle de Stelios, l'un des guerriers spartiates. Bien que très éloigné de l'exactitude historique de la bataille des Thermopyles, le film est un succès commercial. En 2008, il participe avec Andrea Riseborough, John Simm et Dominic West à la mini-série The Devil's Whore produite par Channel 4. Se déroulant pendant la Première Révolution anglaise, il y tient le rôle du niveleur Thomas Rainsborough (en).

#### Révélation internationale (2008-2011)

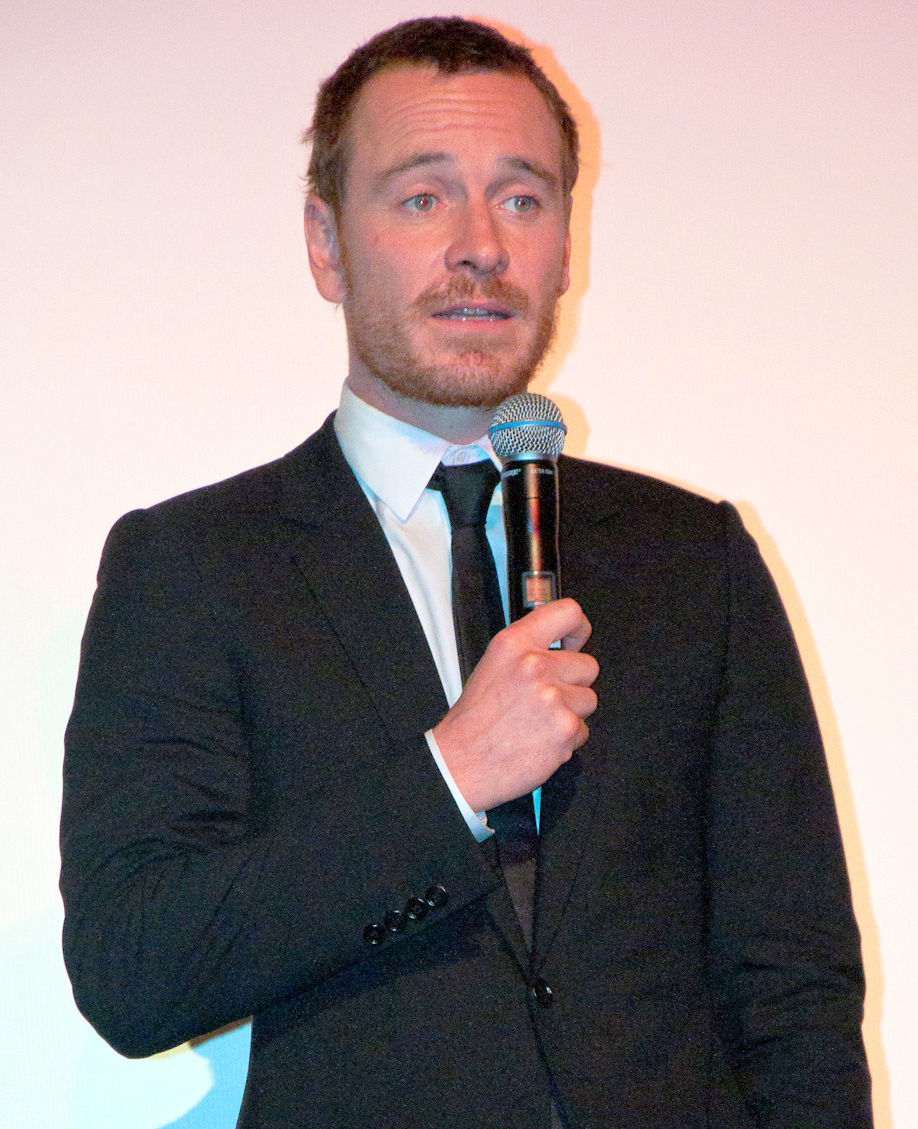
L'acteur à la première de Shame au Festival International du Film de Toronto 2011.

C'est avec Hunger de Steve McQueen, en 2008, que Fassbender connaît enfin la consécration. Il y incarne Bobby Sands, leader de l'IRA. Pour se préparer, Fassbender entame un régime drastique à 600 calories par jour et perd 14 kg ; il remporte le British Independent Film Award du meilleur acteur.
Ce rôle lui vaut d'être remarqué par Quentin Tarantino qui lui offre un an plus tard le rôle du lieutenant Archie Hicox dans Inglourious Basterds. Il est aussi à l'affiche de Fish Tank d'Andrea Arnold où il interprète Connor, un Irlandais séduisant bouleversant le quotidien d'une adolescente rebelle jouée par Katie Jarvis ; les deux films sont présentés en sélection officielle du festival de Cannes 2009 où Fish Tank remporte le prix du jury.
En 2010, Fassbender apparaît dans le blockbuster Jonah Hex dans le rôle de Burke, le bras droit de Turnbull, joué par John Malkovich. Le film est un échec critique et l'acteur déclare plus tard : « C'était plutôt horrible, pas vrai !? Je n'ai même pas vu le film,. » Il incarne également Quintus Dias dans le péplum Centurion de Neil Marshall, qui est également un échec commercial.
L'année suivante, Fassbender est engagé pour jouer le héros byronien Edward Rochester dans Jane Eyre de Cary Fukunaga, adapté du roman de Charlotte Brontë, avec Mia Wasikowska dans le rôle-titre. Mais 2011 est également l'année où il participe à la nouvelle franchise des X-Men. Il incarne Magnéto dans la préquelle X-Men : Le Commencement. Se déroulant en 1962, le film s'attarde sur l'amitié entre Erik Lensherr et Charles Xavier (joué par James McAvoy) et l'origine de leur fraternité.
Toujours en 2011, Fassbender tourne également avec David Cronenberg dans A Dangerous Method où il incarne Carl Gustav Jung dans ses débats avec Sigmund Freud (Viggo Mortensen). Il retrouve également Steve McQueen dans Shame. Il y interprète Brandon, un trentenaire new-yorkais accro au sexe, rôle qui lui vaut la coupe Volpi de la meilleure interprétation masculine à la Mostra de Venise 2011. Bien que devenu candidat potentiel à l'Oscar du meilleur acteur, il n'est pas nommé, la nudité frontale et la représentation de ses ébats sexuels dans le film ayant, d'après certaines sources, conduit les votants à « fantasmer, mais pas forcément à voter pour lui »,. Il est néanmoins nommé aux Golden Globe, Critics' Choice Movie Award et British Academy Film Award du meilleur acteur.

#### Confirmation critique et commerciale (2012-2015)

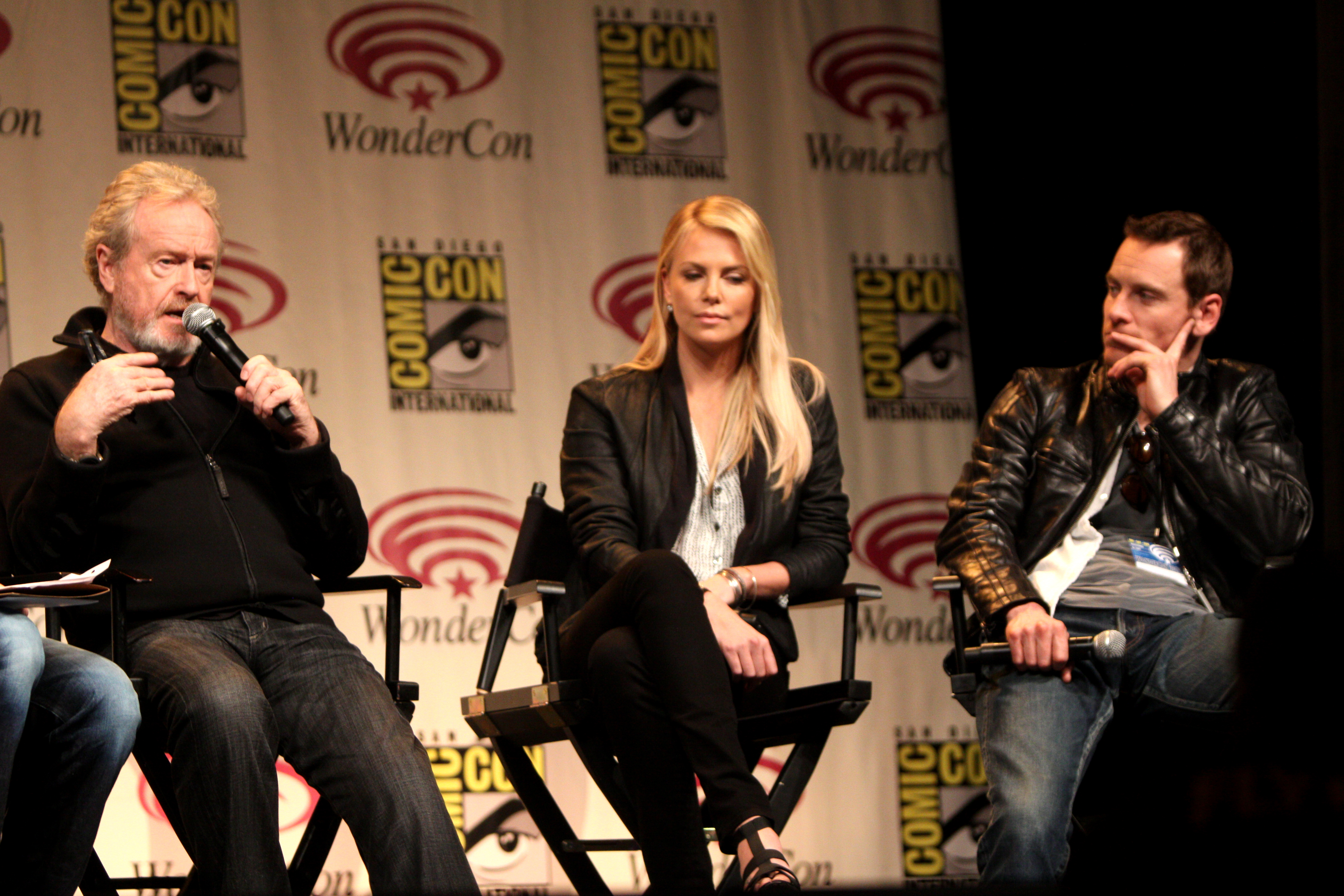
L'acteur à droite du réalisateur Ridley Scott et de l'actrice Charlize Theron pour la promotion de Prometheus au Anaheim WonderCon 2012.

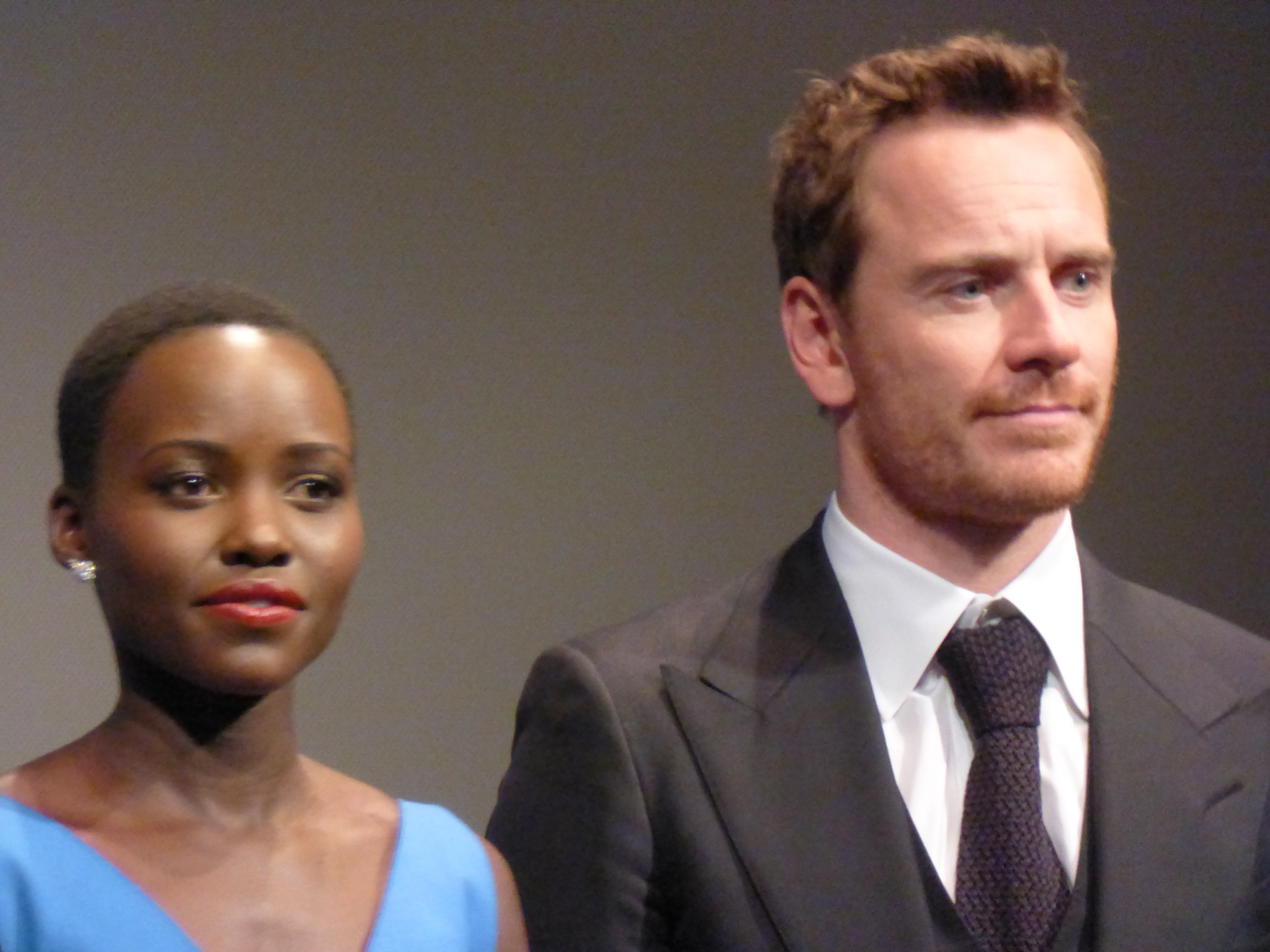
Lupita Nyong'o et Fassbender pour la promotion de Twelve Years a Slave au NYFF 2013.

Fort de la reconnaissance apportée par Shame, il incarne en 2012 l'androïde David dans le blockbuster de science-fiction Prometheus de Ridley Scott, un gros succès commercial, puis fait une courte apparition dans Piégée de Steven Soderbergh avec Gina Carano. 
En 2013, il apparaît aux côtés de Javier Bardem et Brad Pitt dans Cartel réalisé par Ridley Scott et retrouve pour la troisième fois Steve McQueen  dans Twelve Years a Slave. Son rôle de l'esclavagiste Edwin Epps lui vaut de nombreuses nominations en tant que meilleur acteur dans un second rôle, notamment aux Oscars, BAFA, Critics' Choice Movie Awards, Golden Globes et Screen Actors Guild Awards.
En 2014, Fassbender reprend le rôle de Magnéto dans X-Men: Days of Future Past. Ce nouvel opus est le plus gros succès de la saga.
Alternant les blockbusters avec le cinéma indépendant, il tient le rôle-titre de la comédie irlandaise Frank présentée au festival du film de Sundance 2014. On ne voit cependant jamais son visage à l'écran, le personnage qu'il interprète portant un masque en papier mâché.

#### Tête d'affiche (depuis 2015)

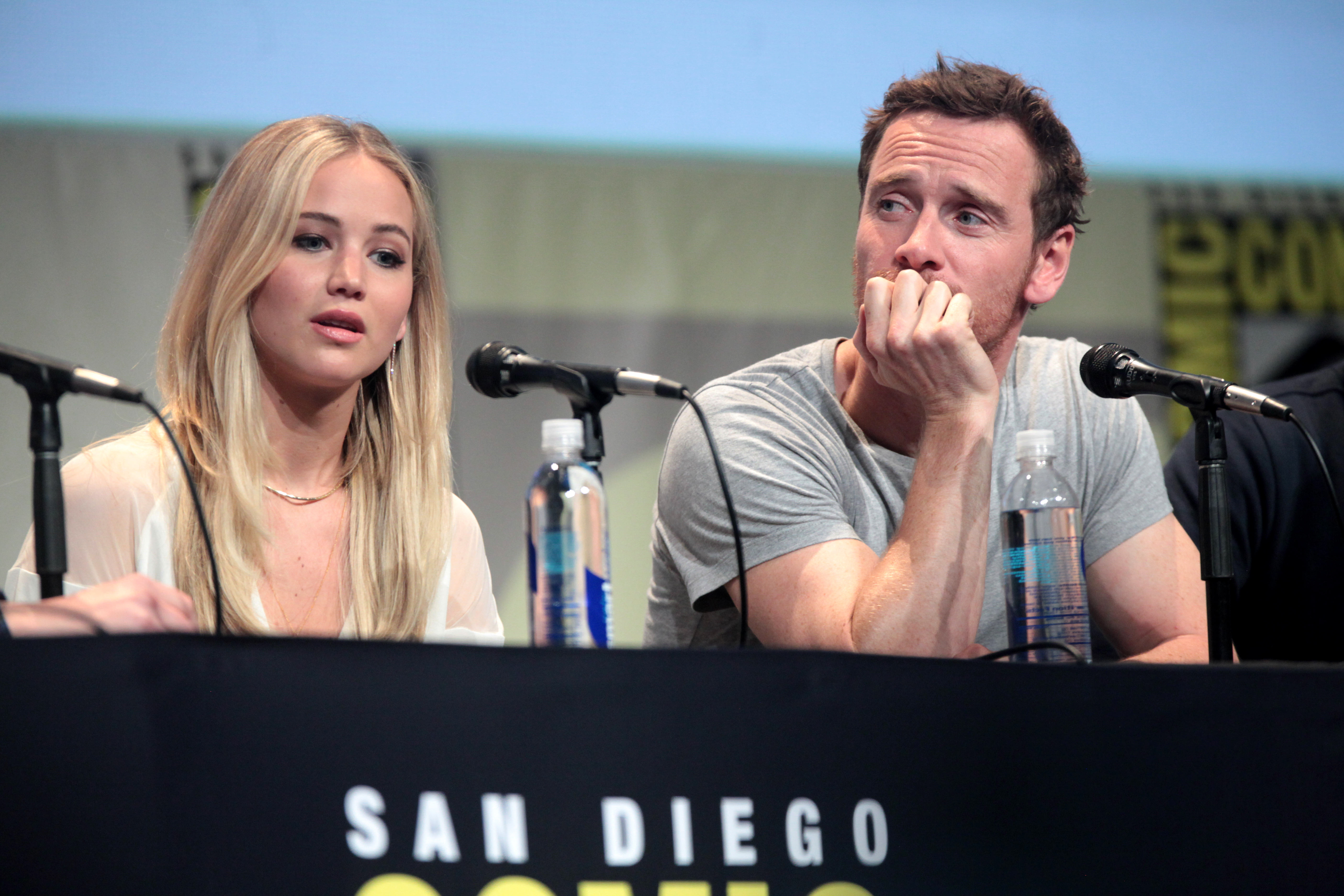
L'acteur avec Jennifer Lawrence, sa partenaire de X-Men: Apocalypse, au Comic-Con 2015.

Début 2015, Fassbender est à l'affiche du western indépendant Slow West aux côtés de Kodi Smit-McPhee et Ben Mendelsohn. Cette même année, il tient le premier rôle d'un gros projet cinématographique : Macbeth dans l'adaptation réalisée par l'Australien Justin Kurzel, avec Marion Cotillard pour partenaire Le film, présenté au festival de Cannes, reçoit des critiques positives mais passe inaperçu lors de son exploitation en salles.
Fin 2015, il est de retour sous les traits de Steve Jobs, après les désistements de Leonardo DiCaprio et Christian Bale, dans le biopic Steve Jobs scénarisé par Aaron Sorkin et réalisé par Danny Boyle. Le film, très conceptuel, reçoit des critiques mitigées et un box-office modeste, mais l'interprétation de Fassbender est saluée, lui valant même sa première nomination à l'Oscar du meilleur acteur.
En 2016, il revient aux blockbusters, reprenant une troisième fois son rôle de Magnéto dans X-Men: Apocalypse. Mais le film déçoit la critique et rapporte 200 millions de dollars de moins que le précédent opus.
Puis il retrouve le réalisateur Justin Kurzel et l'actrice Marion Cotillard pour un blockbuster adapté du jeu vidéo Assassin's Creed. Le film est cependant un flop critique et rembourse à peine son budget, compromettant les chances de suites.
Début 2017, l'acteur interprète à nouveau l'androïde David dans Alien: Covenant, suite de Prometheus toujours réalisée par Ridley Scott. Le film déçoit au box-office national mais fonctionne correctement à l'international.
Il redevient enfin Magnéto pour X-Men: Dark Phoenix, écrit et réalisé par Simon Kinberg. Le film, sorti en 2019, est à nouveau un échec commercial, devenant l'opus le moins rentable de la franchise.

## Vie privée
Michael Fassbender a vécu dans le quartier de l'East End à Londres de 1996 à 2017.
De 2010 à 2012, il a vécu avec l'actrice Nicole Beharie, sa partenaire dans le film Shame.
Il fréquente ensuite durant quelques mois l'actrice Zoë Kravitz en 2013, rencontrée sur le tournage de X-Men : Le Commencement, puis la mannequin Naomi Campbell.
Depuis 2014, il vit avec l'actrice suédoise Alicia Vikander, rencontrée sur le tournage de The Light Between Oceans. Le 14 octobre 2017, il épouse l'actrice à Ibiza, depuis, le couple vit à Lisbonne. En août 2021, ils annoncent qu'ils ont eu leur premier enfant ensemble.

## Filmographie

### Acteur

#### Cinéma
- 2007 : 300 de Zack Snyder : Stelios
- 2007 : Angel de François Ozon : Esmé Howe-Nevinson
- 2008 : Hunger de Steve McQueen : Bobby Sands
- 2008 : Eden Lake de James Watkins : Steve
- 2009 : Blood Creek de Joel Schumacher : Richard Wirth
- 2009 : Fish Tank d'Andrea Arnold : Connor
- 2009 : Inglourious Basterds de Quentin Tarantino : lieutenant Archie Hicox
- 2009 : Man on a Motorcycle de John MacLean (court métrage)
- 2010 : Jonah Hex de Jimmy Hayward : Burke
- 2010 : Centurion de Neil Marshall : Centurion Quintus Dias
- 2011 : Jane Eyre de Cary Fukunaga : Edward Rochester
- 2011 : X-Men : Le Commencement (X-Men: First Class) de Matthew Vaughn : Erik Lensherr / Magnéto
- 2011 : A Dangerous Method de David Cronenberg : Carl Gustav Jung
- 2011 : Shame de Steve McQueen : Brandon Sullivan
- 2011 : Pitch Black Heist de John MacLean (court métrage) : Michael
- 2012 : Piégée (Haywire) de Steven Soderbergh : Paul
- 2012 : Prometheus de Ridley Scott : David
- 2013 : Cartel (The Counselor) de Ridley Scott : l'avocat-conseiller
- 2013 : Twelve Years a Slave de Steve McQueen : Edwin Epps
- 2014 : Frank de Lenny Abrahamson : Frank
- 2014 : X-Men: Days of Future Past de Bryan Singer : Erik Lensherr / Magnéto
- 2015 : Macbeth de Justin Kurzel : Lord Macbeth
- 2015 : Steve Jobs de Danny Boyle : Steve Jobs
- 2015 : Slow West de John MacLean : Silas
- 2016 : X-Men: Apocalypse de Bryan Singer : Erik Lensherr / Magnéto
- 2016 :  Une vie entre deux océans (The Light Between Oceans) de Derek Cianfrance : Tom Sherbourne
- 2016 : Assassin's Creed de Justin Kurzel : Callum Lynch / Aguilar de Nerha
- 2016 : À ceux qui nous ont offensés (Trespass Against Us) d'Adam Smith : Chad Cutler
- 2017 : Alien: Covenant de Ridley Scott : David et Walter
- 2017 : Song to Song de Terrence Malick : Cook
- 2017 : Le Bonhomme de neige (The Snowman) de Tomas Alfredson : Harry Hole
- 2019 : X-Men: Dark Phoenix de Simon Kinberg : Erik Lensherr / Magnéto
- 2023 : Une équipe de rêve (Next Goal Wins) de Taika Waititi : Thomas Rongen
- 2023 : The Killer de David Fincher : le tueur
- 2024 : Kneecap de Rich Peppiatt : Arlo Ó Cairealláin
- 2025 : The Insider (Black Bag) de Steven Soderbergh : George Woodhouse
- prévu en 2025 : Kung Fury 2 de David Sandberg : Colt Magnum
- prévu en 2026 : Hope (호프) de Na Hong-jin

#### Télévision

##### Téléfilms
- 2003 : Carla de Diarmuid Lawrence : Rob
- 2004 : Gunpowder, Treason and Plot de Gillies MacKinnon : Guy Fawkes
- 2004 : Winnie, un ourson de légende (A Bear Named Winnie) de John Kent Harrison : le lieutenant Harry Colebourn
- 2004 : La Revanche de Sherlock Holmes (Sherlock Holmes and the Case of the Silk Stocking) de Simon Cellan Jones : Charles Allen
- 2005 : Our Hidden Lives de Michael Samuels : un prisonnier de guerre allemand
- 2007 : Wedding Belles de Philip John : Barney

##### Séries télévisées
- 2001 : Hearts and Bones : Hermann (saison 2, ép. 2, 5 et 6)
- 2001 : Frères d'armes (Band of Brothers) : sergent Burton « Pat » Christenson (saison 1, ép. 1, 5-10)
- 2002 : NCS Manhunt : Jack Silver (saison 1, ép. 1-6)
- 2002 : Holby City : Christian Connolly (saison 4, ép. 49)
- 2004 : Julian Fellowes Investigates: A Most Mysterious Murder : Charles Bravo (saison 1, ép. 1)
- 2004-2005 : Hex : La Malédiction (Hex) : Azazal (saison 1, ép. 1-5 ; saison 2, ép. 1-4, 6-8)
- 2005 : William et Mary (William and Mary) : Lukasz (saison 3, ép. 3)
- 2005 : La Loi de Murphy (Murphy's Law) : Caz Miller (saison 3, ép. 1, 3, 5 et 6)
- 2006 : Scotland Yard, crimes sur la Tamise (Trial & Retribution) : Douglas Nesbitt (saison 10, ép. 1-2)
- 2006 : Hercule Poirot (Agatha Christie's Poirot) : George Abernethie (épisode Les Indiscrétions d'Hercule Poirot)
- 2008 : The Devil's Whore : Thomas Rainsborough (en)
- 2024 : The Agency : Martian

#### Jeu vidéo
- 2010 : Fable III : Logan (voix)

### Producteur
- 2011 : Pitch Black Heist (court-métrage) de John Maclean (en) (producteur exécutif)
- 2014 : Slow West de John Maclean (producteur exécutif)
- 2016 : Assassins's Creed de Justin Kurzel
- 2024 : The Agency (série TV)

## Distinctions
Note : Sauf mention contraire, les informations ci-dessous sont issues de la page Awards de Michael Fassbender sur IMDb

### Récompenses
- British Independent Film Awards 2008 : meilleur acteur pour Hunger
- Festival international du film de Chicago 2008 : Silver Hugo du meilleur acteur pour Hunger
- Festival international du film de Stockholm 2008 : meilleur acteur pour Hunger
- Festival du nouveau cinéma de Montréal 2008 : meilleur acteur pour Hunger

- Irish Film and Television Awards 2009 : meilleur acteur et meilleur espoir pour Hunger
- London Film Critics Circle Awards 2009 : acteur britannique de l'année pour Hunger
- Festival international du film de Chicago 2009 : Gold Plaque du meilleur acteur dans un second rôle pour Fish Tank

- London Film Critics Circle Awards 2010 : acteur britannique de l'année dans un second rôle pour Fish Tank
- Central Ohio Film Critics Association Awards 2010 : meilleure distribution pour Inglourious Basterds
- Screen Actors Guild Awards 2010 : meilleure distribution pour Inglourious Basterds

- British Independent Film Awards 2011 : meilleur acteur pour Shame
- Mostra de Venise 2011 : Prix d'interprétation masculine pour Shame

- Alliance of Women Film Journalists Awards 2012 : meilleur acteur pour Shame
- Detroit Film Critics Society Awards 2012 : meilleur acteur pour Shame
- Evening Standard British Film Awards 2012 : meilleur acteur pour Shame et Jane Eyre
- Florida Film Critics Circle Awards 2012 : meilleur acteur pour Shame
- Houston Film Critics Society Awards 2012 : meilleur acteur pour Shame
- Los Angeles Film Critics Association Awards 2012 : meilleur acteur pour Shame
- Online Film Critics Society Awards 2012 : meilleur acteur pour Shame
- Vancouver Film Critics Circle Awards 2012 : meilleur acteur pour Shame

- Kansas City Film Critics Circle Awards 2013 : meilleur acteur dans un second rôle pour Twelve Years a Slave
- Online Film Critics Society Awards 2013 : meilleur acteur dans un second rôle pour Twelve Years a Slave
- AACTA International Awards 2014 : meilleur acteur dans un second rôle pour Twelve Years a Slave
- Georgia Film Critics Association Awards 2014 : meilleur acteur dans un second rôle pour Twelve Years a Slave
- Irish Film and Television Awards 2014 : meilleur acteur dans un second rôle pour Twelve Years a Slave
- Empire Awards 2014 : meilleur acteur dans un second rôle pour Twelve Years a Slave

### Nominations
- Prix du cinéma européen 2008 : meilleur acteur pour Hunger

- BAFTA Awards 2009 : Rising Star Award pour Hunger
- British Independent Film Awards 2009 : meilleur acteur dans un second rôle pour Fish Tank
- Irish Film and Television Awards 2009 : meilleur acteur dans un second rôle à la télévision pour The Devil's Whore

- Irish Film and Television Awards 2010 : meilleur acteur dans un second rôle pour Fish Tank

- Chicago Film Critics Association Awards 2011 : meilleur acteur pour Shame
- Satellite Awards 2011 : meilleur acteur pour Shame
- St. Louis Film Critics Association Awards 2011 : meilleur acteur pour Shame
- Toronto Film Critics Association Awards 2011 : meilleur acteur pour Shame
- Village Voice Film Poll Awards 2011 : meilleur acteur pour Shame
- Washington D.C. Area Film Critics Association Awards 2011 : meilleur acteur pour Shame

- BAFTA Awards 2012 : meilleur acteur pour Shame
- Golden Globes 2012 : meilleur acteur dans un film dramatique pour Shame
- Critics' Choice Movie Awards 2012 : meilleur acteur pour Shame
- Central Ohio Film Critics Association Awards 2012 : meilleur acteur pour Shame
- Dallas-Fort Worth Film Critics Association Awards 2012 : meilleur acteur pour Shame
- Denver Film Critics Society Awards 2012 : meilleur acteur pour Shame
- London Critics' Circle Film Awards 2012 : meilleur acteur pour Shame
- Phoenix Film Critics Society Awards 2012 : meilleur acteur pour Shame
- Southeastern Film Critics Association Awards 2012 : meilleur acteur pour Shame

- London Critics Circle Film Awards 2013 : meilleur acteur dans un second rôle pour Prometheus
- Saturn Awards 2013 : meilleur acteur dans un second rôle pour Prometheus

- British Academy Film Awards 2014 : meilleur acteur dans un second rôle pour Twelve Years a Slave
- Critics' Choice Movie Awards 2014 : meilleur acteur dans un second rôle pour Twelve Years a Slave
- Golden Globes 2014 : meilleur acteur dans un second rôle pour Twelve Years a Slave
- Oscars du cinéma 2014 : meilleur acteur dans un second rôle pour Twelve Years a Slave
- Screen Actors Guild Awards 2014 : meilleur acteur dans un second rôle pour Twelve Years a Slave

- Oscars du cinéma 2016 : meilleur acteur pour Steve Jobs

## Voix francophones
En France, plusieurs comédiens se sont succédé pour doubler Michael Fassbender entre 2004 et 2011. Durant cette période il a été doublé par Christian Gonon à trois reprises dans Inglourious Basterds, Centurion et  Shame ainsi que par Axel Kiener à deux reprises dans 300 et Blood Creek. Il a également été doublé par Franck Monsigny  dans Winnie, un ourson de légende, Yann Peira dans Hex : La Malédiction, Stéphane Ronchewski dans La Revanche de Sherlock Holmes, Georges Caudron dans Les Indiscrétions d'Hercule Poirot, Mathieu Moreau dans Eden Lake et Fish Tank, Rémi Bichet dans Angel, Philippe Résimont dans Hunger et Patrice Dubois dans Jonah Hex,.
Depuis 2011 et le film  X-Men : Le Commencement, Jean-Pierre Michaël devient sa voix française régulière. Il le retrouve dans les suites de X-Men, les films Prometheus et Alien: Covenant ainsi que dans Jane Eyre, Une vie entre deux océans, À ceux qui nous ont offensés, Assassin's Creed et Song to Song.
En parallèle, il a été doublé à trois reprises par Alexis Victor dans Piégée, Cartel et Twelve Years a Slave ainsi que par Stéphane Pouplard dans A Dangerous Method, Rémi Bichet, qui le retrouve, dans Macbeth, Laurent Maurel dans Steve Jobs et Jochen Hägele dans Le Bonhomme de neige.
Au Québec, il est régulièrement doublé par Patrice Dubois dont dans 300, Prometheus, sa suite et Esclave pendant douze ans. Daniel Picard l'a doublé dans Une méthode dangereuse et Marc-André Bélanger dans Steve Jobs.